# المهرامة (الملاح)

تعديل مصدري - تعديل

المهرامة هي إحدى قرى عزلة الملاح بمديرية الملاح التابعة لمحافظة لحج، بلغ تعداد سكانها 232 نسمة حسب تعداد اليمن لعام 2004.